# Conchita propygidiale
Conchita propygidiale är en skalbaggsart som beskrevs av Miłosz A. Mazur 1994. Conchita propygidiale ingår som enda art i släktet Conchita och familjen stumpbaggar. Inga underarter finns listade i Catalogue of Life.